# Casa degli Alessandri

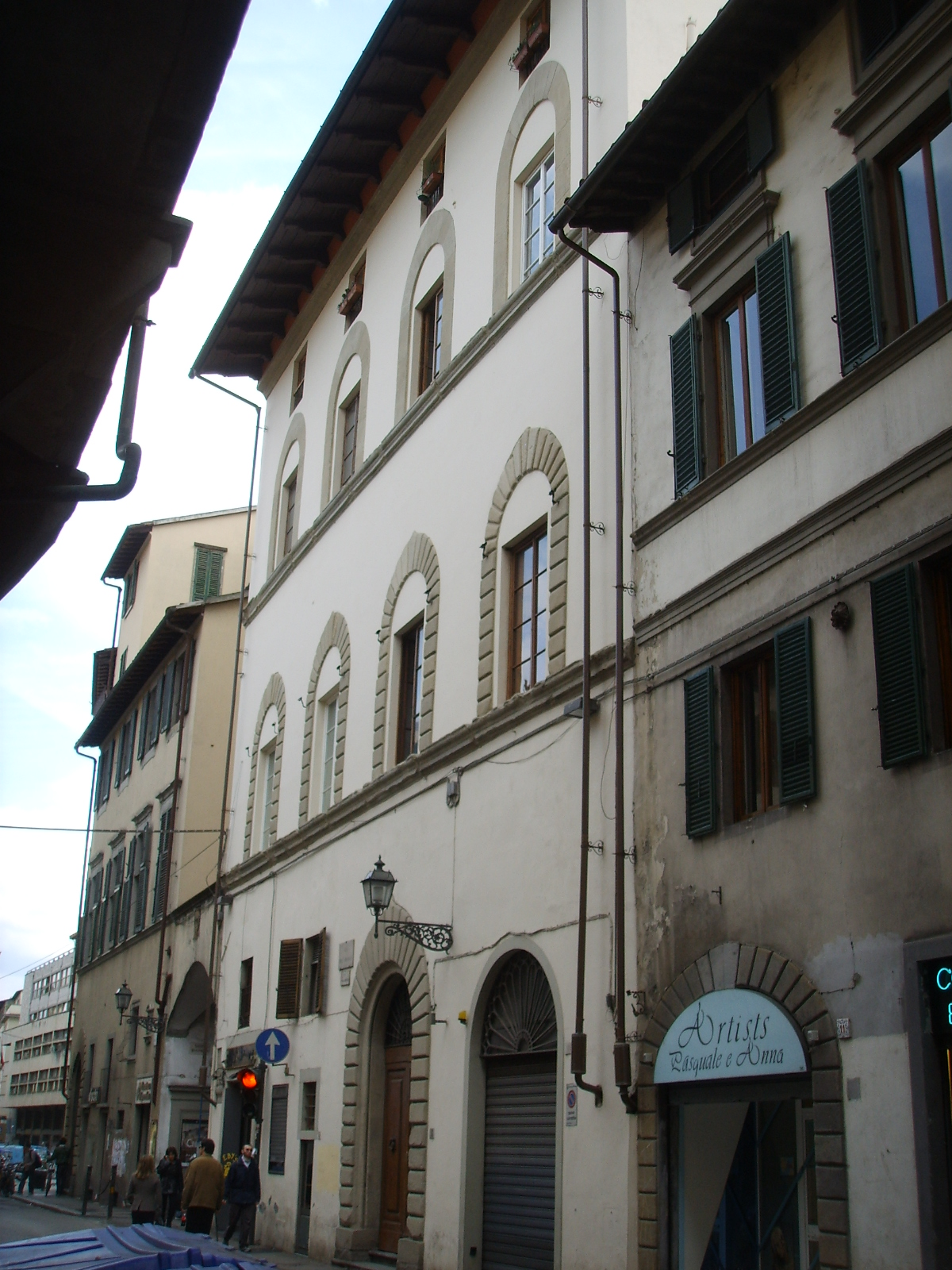
Fachada do Palazzo Bartolommei da Via dell'Oriuolo.

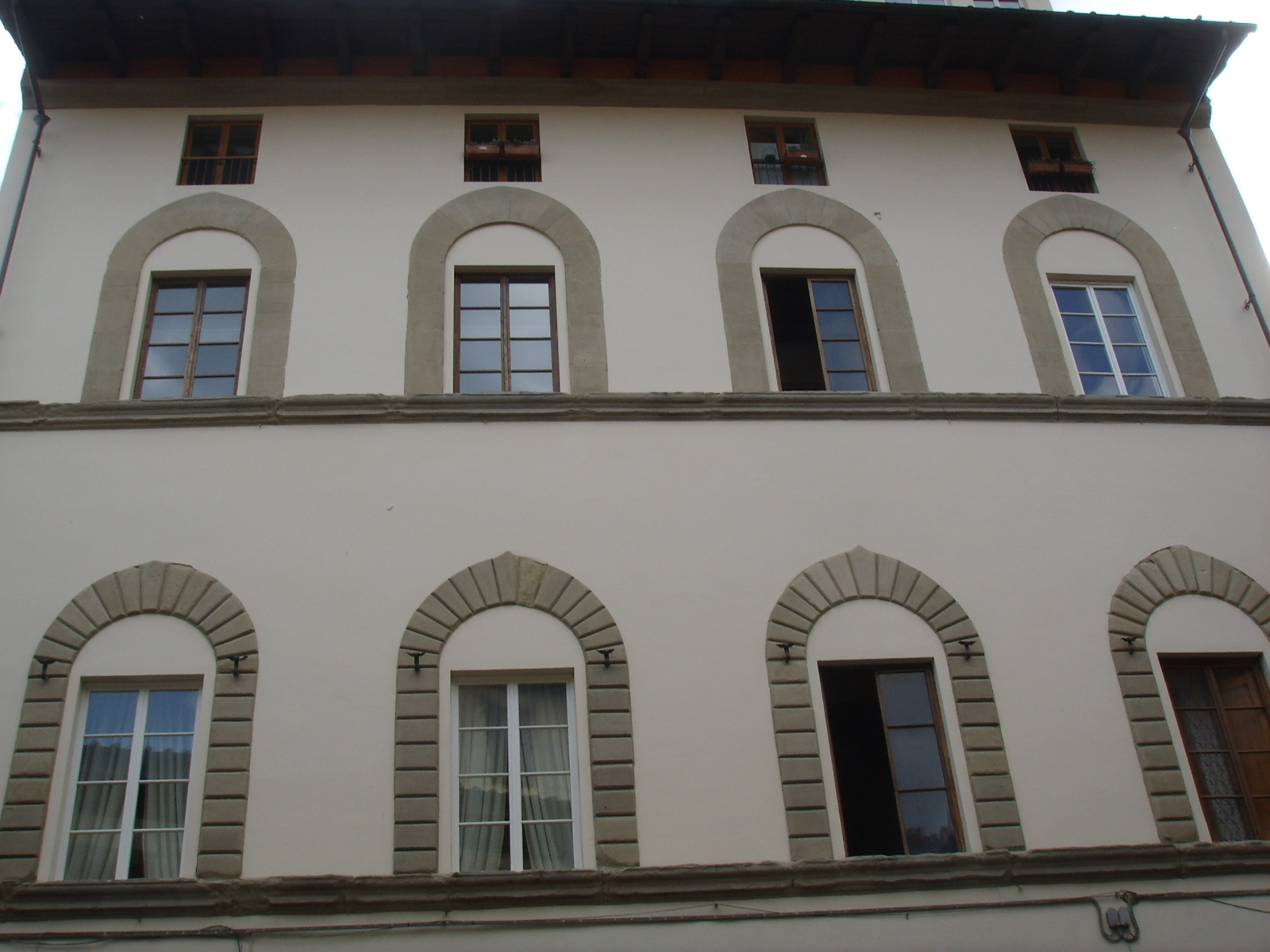
Pisos superiores do Palazzo Bartolommei.

A Casa degli Alessandrii é um palácio de Florença situado na Via dell'Oriuolo, na praceta sem nome frente ao Arco di San Pierino onde também desemboca o Borgo Pinti.
O palácio remonta ao século XVII, embora a sua arquitectura imite o estilo tradicional florentino de finais do século XV, com o reboco branco sobre o qual se destacam os elementos em pedra: o portal com moldura com colmeado em raios, as cornijas marca-piso, as janelas arqueadas (quatro por piso, hoje adulteradas e substituidas por aberturas rectangulares, se bem que ainda visíveis). 
Fecha a fachada uma fila de aberturas baixas do sótão e os beirais particularmente proeminentes.